# Znucalita
La znucalita és un mineral de la classe dels carbonats. Va rebre el seu nom l'any 1990 per Petr Ondruš, František Veselovský i R. Rybka per la seva composició química, al contenir zinc (Zn), urani (U) i calci (Ca).

## Característiques
La znucalita és un carbonat aprovat com a espècie vàlida per l'Associació Mineralògica Internacional l'any 1989. La seva fórmula química va ser redefinida l'any 2024, passant a ser: Zn₁₀Ca(UO₂)(CO₃)₄(OH)₁₆(H₂O)₅. Cristal·litza en el sistema ortoròmbic. Els cristalls són laminars i prims, d'uns 100μm, formant agregats esfèrics i revestiments.
Segons la classificació de Nickel-Strunz, la znucalita pertany a «02.ED: Uranil carbonats, amb relació UO₂:CO₃ = 1:3» juntament amb els següents minerals: bayleyita, swartzita, albrechtschraufita, liebigita, rabbittita, andersonita, grimselita, widenmannita, čejkaïta i agricolaïta.

## Formació i jaciments
És una espècie rara, secundària, que es troba en filons polimetàl·lics en carbonats, i a prop de filons d'urani oxidants. Sol trobar-se associada a altres minerals com: guix, hidrozincita, serpierita, römerita, esfalerita, galena, pirita, calcita, aragonita, adamita, metalodevita, umohoïta, calcurmolita, uranofana o studtita. Va ser descoberta l'any 1989 a la mina Lill, al dipòsit de Černojamské, a Příbram (Bohèmia, República Txeca).